# Moléson
Moléson är ett berg i Schweiz.   Det ligger i distriktet Gruyère och kantonen Fribourg, i den sydvästra delen av landet, 60 km sydväst om huvudstaden Bern. Toppen på Moléson är 2 002 meter över havet, eller 767 meter över den omgivande terrängen. Bredden vid basen är 15,7 km.
Terrängen runt Moléson är kuperad åt nordväst, men åt sydost är den bergig. Runt Moléson är det ganska glesbefolkat, med 21 invånare per kvadratkilometer..  
I omgivningarna runt Moléson växer i huvudsak blandskog.